# Fran Tudor
Fran Tudor (Zagabria, 27 settembre 1995) è un calciatore croato, centrocampista o difensore del Raków Częstochowa.

## Biografia
Anche suo zio Igor è stato un calciatore.

## Carriera

### Club
Il 16 febbraio 2015 viene acquistato dalla squadra croata dell'Hajduk Spalato.

### Nazionale
Ha giocato nelle nazionali giovanili croate Under-19 ed Under-21.
Nel 2017 ha segnato un gol in 3 presenze con la nazionale maggiore croata.

## Statistiche

### Presenze e reti nei club
Statistiche aggiornate al 15 luglio 2022.
| Stagione                 | Squadra                  | Campionato               | Campionato | Campionato | Coppe nazionali | Coppe nazionali | Coppe nazionali | Coppe continentali | Coppe continentali | Coppe continentali | Altre coppe | Altre coppe | Altre coppe | Totale | Totale |
| Stagione                 | Squadra                  | Comp                     | Pres       | Reti       | Comp            | Pres            | Reti            | Comp               | Pres               | Reti               | Comp        | Pres        | Reti        | Pres   | Reti   |
| ------------------------ | ------------------------ | ------------------------ | ---------- | ---------- | --------------- | --------------- | --------------- | ------------------ | ------------------ | ------------------ | ----------- | ----------- | ----------- | ------ | ------ |
| 2014-2015                | Hajduk Spalato           | 1. HNL                   | 7          | 2          | CC              | 1               | 0               | UEL                | 0                  | 0                  | -           | -           | -           | 8      | 2      |
| 2015-2016                | Hajduk Spalato           | 1. HNL                   | 31         | 7          | CC              | 5               | 0               | UEL                | 7                  | 0                  | -           | -           | -           | 43     | 7      |
| 2016-2017                | Hajduk Spalato           | 1. HNL                   | 27         | 3          | CC              | 3               | 2               | UEL                | 4                  | 1                  | -           | -           | -           | 34     | 6      |
| 2017-2018                | Hajduk Spalato           | 1. HNL                   | 20         | 2          | CC              | 3               | 0               | UEL                | 4                  | 0                  | -           | -           | -           | 27     | 2      |
| 2018-2019                | Hajduk Spalato           | 1. HNL                   | 24         | 1          | CC              | 2               | 0               | UEL                | 1                  | 0                  | -           | -           | -           | 27     | 1      |
| Totale Hajduk Spalato    | Totale Hajduk Spalato    | Totale Hajduk Spalato    | 109        | 15         |                 | 14              | 2               |                    | 16                 | 1                  |             | -           | -           | 139    | 18     |
| gen.-giu. 2020           | Raków Częstochowa        | EK                       | 16         | 1          | CP              | 0               | 0               | -                  | -                  | -                  | -           | -           | -           | 16     | 1      |
| 2020-2021                | Raków Częstochowa        | EK                       | 29         | 1          | CP              | 5               | 0               | -                  | -                  | -                  | -           | -           | -           | 34     | 1      |
| 2021-2022                | Raków Częstochowa        | EK                       | 31         | 2          | CP              | 6               | 0               | UECL               | 6                  | 0                  | SP          | 1           | 1           | 44     | 3      |
| 2022-2023                | Raków Częstochowa        | EK                       | 31         | 2          | CP              | 4               | 1               | UECL               | 6                  | 2                  | SP          | 1           | 0           | 42     | 5      |
| 2023-2024                | Raków Częstochowa        | EK                       | 2          | 0          | CP              | 0               | 0               | UCL                | 6                  | 2                  | SP          | 1           | 0           | 9      | 2      |
| Totale Raków Częstochowa | Totale Raków Częstochowa | Totale Raków Częstochowa | 109        | 6          |                 | 15              | 1               |                    | 18                 | 4                  |             | 3           | 1           | 145    | 12     |
| Totale carriera          | Totale carriera          | Totale carriera          | 218        | 21         |                 | 29              | 4               |                    | 34                 | 5                  |             | 3           | 1           | 284    | 30     |

### Cronologia presenze e reti in nazionale
| Cronologia completa delle presenze e delle reti in nazionale ― Croazia | Cronologia completa delle presenze e delle reti in nazionale ― Croazia | Cronologia completa delle presenze e delle reti in nazionale ― Croazia | Cronologia completa delle presenze e delle reti in nazionale ― Croazia | Cronologia completa delle presenze e delle reti in nazionale ― Croazia | Cronologia completa delle presenze e delle reti in nazionale ― Croazia | Cronologia completa delle presenze e delle reti in nazionale ― Croazia | Cronologia completa delle presenze e delle reti in nazionale ― Croazia |
| Data                                                                   | Città                                                                  | In casa                                                                | Risultato                                                              | Ospiti                                                                 | Competizione                                                           | Reti                                                                   | Note                                                                   |
| ---------------------------------------------------------------------- | ---------------------------------------------------------------------- | ---------------------------------------------------------------------- | ---------------------------------------------------------------------- | ---------------------------------------------------------------------- | ---------------------------------------------------------------------- | ---------------------------------------------------------------------- | ---------------------------------------------------------------------- |
| 11-1-2017                                                              | Nanning                                                                | Cile                                                                   | 5 – 2                                                                  | Croazia                                                                | Amichevole                                                             | -                                                                      | 57’                                                                    |
| 14-1-2017                                                              | Nanning                                                                | Cina                                                                   | 5 – 4                                                                  | Croazia                                                                | Amichevole                                                             | -                                                                      | 48’ 68’                                                                |
| 27-5-2017                                                              | Bratislava                                                             | Messico                                                                | 1 – 2                                                                  | Croazia                                                                | Amichevole                                                             | 1                                                                      | 71’                                                                    |
| Totale                                                                 |                                                                        | Presenze                                                               | 3                                                                      |                                                                        | Reti                                                                   | 1                                                                      |                                                                        |

| Cronologia completa delle presenze e delle reti in nazionale ― Croazia under 21 | Cronologia completa delle presenze e delle reti in nazionale ― Croazia under 21 | Cronologia completa delle presenze e delle reti in nazionale ― Croazia under 21 | Cronologia completa delle presenze e delle reti in nazionale ― Croazia under 21 | Cronologia completa delle presenze e delle reti in nazionale ― Croazia under 21 | Cronologia completa delle presenze e delle reti in nazionale ― Croazia under 21 | Cronologia completa delle presenze e delle reti in nazionale ― Croazia under 21 | Cronologia completa delle presenze e delle reti in nazionale ― Croazia under 21 |
| Data                                                                            | Città                                                                           | In casa                                                                         | Risultato                                                                       | Ospiti                                                                          | Competizione                                                                    | Reti                                                                            | Note                                                                            |
| ------------------------------------------------------------------------------- | ------------------------------------------------------------------------------- | ------------------------------------------------------------------------------- | ------------------------------------------------------------------------------- | ------------------------------------------------------------------------------- | ------------------------------------------------------------------------------- | ------------------------------------------------------------------------------- | ------------------------------------------------------------------------------- |
| 12-10-2015                                                                      | Zaprešić                                                                        | Croazia under 21                                                                | 3 – 4                                                                           | Russia under 21                                                                 | Amichevole                                                                      | -                                                                               |                                                                                 |
| 11-11-2015                                                                      | Sebenico                                                                        | Croazia under 21                                                                | 4 – 0                                                                           | San Marino under 21                                                             | Qual. Europeo Under-21 2017                                                     | -                                                                               | 62’                                                                             |
| 17-11-2015                                                                      | Fiume                                                                           | Croazia under 21                                                                | 2 – 3                                                                           | Spagna under 21                                                                 | Qual. Europeo Under-21 2017                                                     | -                                                                               | 66’                                                                             |
| 24-3-2016                                                                       | Burgos                                                                          | Spagna under 21                                                                 | 0 – 3                                                                           | Croazia under 21                                                                | Qual. Europeo Under-21 2017                                                     | -                                                                               |                                                                                 |
| 28-3-2016                                                                       | Zaprešić                                                                        | Croazia under 21                                                                | 2 – 1                                                                           | Estonia under 21                                                                | Qual. Europeo Under-21 2017                                                     | -                                                                               |                                                                                 |
| 1-9-2016                                                                        | Koprivnica                                                                      | Croazia under 21                                                                | 1 – 1                                                                           | Svezia under 21                                                                 | Qual. Europeo Under-21 2017                                                     | -                                                                               | 60’                                                                             |
| 6-9-2016                                                                        | Zestaponi                                                                       | Georgia under 21                                                                | 2 – 2                                                                           | Croazia under 21                                                                | Qual. Europeo Under-21 2017                                                     | -                                                                               | 58’                                                                             |
| Totale                                                                          |                                                                                 | Presenze                                                                        | 7                                                                               |                                                                                 | Reti                                                                            | 0                                                                               |                                                                                 |

| Cronologia completa delle presenze e delle reti in nazionale ― Croazia under 19 | Cronologia completa delle presenze e delle reti in nazionale ― Croazia under 19 | Cronologia completa delle presenze e delle reti in nazionale ― Croazia under 19 | Cronologia completa delle presenze e delle reti in nazionale ― Croazia under 19 | Cronologia completa delle presenze e delle reti in nazionale ― Croazia under 19 | Cronologia completa delle presenze e delle reti in nazionale ― Croazia under 19 | Cronologia completa delle presenze e delle reti in nazionale ― Croazia under 19 | Cronologia completa delle presenze e delle reti in nazionale ― Croazia under 19 |
| Data                                                                            | Città                                                                           | In casa                                                                         | Risultato                                                                       | Ospiti                                                                          | Competizione                                                                    | Reti                                                                            | Note                                                                            |
| ------------------------------------------------------------------------------- | ------------------------------------------------------------------------------- | ------------------------------------------------------------------------------- | ------------------------------------------------------------------------------- | ------------------------------------------------------------------------------- | ------------------------------------------------------------------------------- | ------------------------------------------------------------------------------- | ------------------------------------------------------------------------------- |
| 30-4-2013                                                                       | Hradec Králové                                                                  | Rep. Ceca under 19                                                              | 2 – 1                                                                           | Croazia under 19                                                                | Amichevole                                                                      | -                                                                               | 59’                                                                             |
| 2-5-2013                                                                        | Opatovice nad Labem                                                             | Rep. Ceca under 19                                                              | 4 – 1                                                                           | Croazia under 19                                                                | Amichevole                                                                      | -                                                                               | 51’                                                                             |
| Totale                                                                          |                                                                                 | Presenze                                                                        | 2                                                                               |                                                                                 | Reti                                                                            | 0                                                                               |                                                                                 |

## Palmarès

### Club

#### Competizioni nazionali
- Campionato polacco: 1

Raków Częstochowa: 2022-2023
- Coppa di Polonia: 2

Raków Częstochowa: 2020-2021, 2021-2022
- Supercoppa di Polonia: 2

RKS Raków Częstochowa: 2021, 2022